# Долчеакуа
Долчеа̀куа (на италиански: Dolceacqua; на лигурски: Dusàiga, Дузайга) е село и община в Северна Италия, провинция Империя, регион Лигурия. Разположено е на 51 m надморска височина. Населението на общината е 1980 души (към 2011 г.).